# Pozsonyi Közigazgatási, Közgazdaságtudományi és Menedzsment Főiskola
A Pozsonyi Közigazgatási, Közgazdaságtudományi és Menedzsment Főiskola (szlovákul: Vysoká škola ekonómie a manažmentu verejnej správy v Bratislave) magán felsőoktatási intézmény Pozsonyban, Szlovákiában. 2004-ben nyitotta meg a kapuit, közigazgatási, közgazdaságtudományi és közbiztonsági képzést kínál. A főiskola rektora Viera Cibáková.

## Szerkezete
A főiskola nem oszlik karokra, csak két intézetre, amelyeken belül több tanszék működik:
- Közgazdaságtudományi és Menedzsment Intézet (Ústav ekonómie a manažmentu)
  - Közgazdaságtudományi és Pénzügyi Tanszék (Katedra ekonómie a financií)
  - Menedzsment Tanszék (Katedra manažmentu)
  - Kis- és Középvállalkozások Tanszéke (Katedra malého a stredného podnikania)
  - Idegen Nyelvek Intézete (Inštitút cudzích jazykov)
- Közigazgatási Intézet (Ústav verejnej správy)
  - Közigazgatási Tanszék (Katedra verejnej správy)
  - Jogtudományi Tanszék (Katedra práva)
  - Informatikai Menedzsment Tanszék (Katedra manažérskej informatiky)
  - Sport és Szabadidős Tevékenységek Tanszéke (Katedra športu a voľnočasových aktivít)